# Macrorhodophytina
Macrorhodophytina Cavalier-Smith, 1998 é o nome botânico de uma subdivisão de algas vermelhas  da divisão Rhodophyta.
A subdivisão não foi referendada pelos Sistemas de Classificação de Saunders & Hommersand (2004), de Hwan Su Yoon et al. (2006) e de R.E. Lee (2008).

## Táxons inferiores
Classe 1: Bangiophyceae
Ordem 1. Erythropeltidales
Famílias: Erythropeltidaceae, Erythrotrichiaceae.
Ordem 2. Bangiales
Famílias: Bangiaceae, Boldiaceae.
Ordem 3. Rhodochaetales
Famílias: Rhodochaetaceae
Classe 2: Florideophyceae
Ordem 1. Acrochaetiales
Famílias: Acrochaetiaceae.
Ordem 2. Palmariales
Famílias: Rhodophysemataceae, Rhodothamniellaceae, Palmariaceae.
Ordem 3. Nemaliales
Famílias: Batrachospermaceae, Lemaneaceae, Thoreaceae, Liagoraceae, Chaetangiaceae, Galaxauraceae, Naccariaceae, Wurdemanniaceae.
Ordem 4. Ahnfeltiales
Famílias: Ahnfeltiaceae.
Ordem 5. Gelidiales
Famílias: Gelidiaceae, Gelidiellaceae.
Ordem 6. Gracilariales
Famílias: Gracilariaceae, Pterocladiophilaceae.
Ordem 7. Bonnemaisoniales
Famílias: Bonnemaisoniaceae.
Ordem 8. Cryptonemiales
Famílias: Acrosymphytaceae, Rhizophyllidaceae, Weeksiaceae, Dumontiaceae, Choreocolacaceae, Halymeniaceae, Corynomorphaceae, Pseudoanemoniaceae, Kallymeniaceae, Endocladiaceae, Crossocarpaceae, Gloiosiphoniaceae, Tichocarpaceae, Peyssonneliaceae.
Ordem 9. Hildenbrandiales
Famílias: Hildenbrandiaceae.
Ordem 10. Corallinales
Famílias: Sporolithaceae, Corallinaceae.
Ordem 11. Gigartinales
Famílias: Caulacanthaceae, Gainiaceae, Gainiaceae, Haemeschariaceae, Polyidaceae, Polyidaceae, Cruoriaceae, Gymnophlaeaceae, Nemastomataceae, Schizymeniaceae, Sebdeniaceae, Calosiphoniaceae, Petrocelidaceae, Phyllophoraceae, Gigartinaceae, Catenellopsidaceae, Chondriellaceae, Polyideaceae, Nizymeniaceae, Acrotylaceae, Sphaerococcaceae, Phacelocarpaceae, Sarcodiaceae, Furcellariaceae, Solieriaceae, Hypneaceae, Rissoellaceae, Rhabdoniaceae, Cubiculosporaceae, Cystocloniaceae, Mychodeaceae, Mychodeophyllaceae, Dicranemataceae, Blinksiaceae.
Ordem 12. Plocamiales
Famílias: Plocamiaceae.
Ordem 13. Rhodymeniales
Famílias: Lomentariaceae, Rhodymeniaceae, Champiaceae.
Ordem 14. Ceramiales
Famílias: Ceramiaceae, Delesseriaceae, Dasyaceae, Rhodomelaceae.